# Karimatastrædet
Karimatastrædet er et stræde som forbinder det Sydkinesiske Hav med Javahavet, mellem øerne Sumatra og Borneo i Indonesien.
Strædet er 207 km bredt på det smalleste, målt fra Borneo til øen Belitung udenfor Sumatra. 
2°19′S 108°51′Ø / 2.317°S 108.850°Ø